# Arthur Hermann
Arthur Alfred Hermann (Mulhouse, 16 ottobre 1893 – Belfort, 28 marzo 1958) è stato un ginnasta francese.

## Palmarès

### Olimpiadi
- Argento a Parigi 1924 nel concorso a squadre.
- Bronzo a Anversa 1920 nel concorso a squadre.